# Gran Premio Bruno Beghelli
Gran Premio Bruno Beghelli er et italiensk endagsløb i landevejscykling som arrangeres hvert år i oktober. Løbet er blevet arrangeret siden 1996. Løbet er af UCI klassificeret med 1.HC og er en del af UCI Europe Tour. 

## Vindere
| År   | Vinder              | Toer                 | Treer                |
| ---- | ------------------- | -------------------- | -------------------- |
| 1996 | Mario Cipollini     | Mario Traversoni     | Endrio Leoni         |
| 1997 | Stefano Zanini      | Glenn Magnusson      | Luca Mazzanti        |
| 1998 | Stefano Zanini      | Luca Mazzanti        | Paolo Bettini        |
| 1999 | Michael Boogerd     | Alekszandr Vinokurov | Dario Frigo          |
| 2000 | Marco Serpellini    | Romāns Vainšteins    | Chann McRae          |
| 2001 | Andrei Tchmil       | Jaan Kirsipuu        | Paolo Valoti         |
| 2002 | Gianluca Bortolami  | Daniele Nardello     | Nicki Sørensen       |
| 2003 | Luca Paolini        | Martin Elmiger       | Luca Mazzanti        |
| 2004 | Danilo Hondo        | Fabio Baldato        | Karsten Kroon        |
| 2005 | Murilo Fischer      | Paolo Bettini        | Paride Grillo        |
| 2006 | Sergio Marinangeli  | Ruggero Marzoli      | Riccardo Riccò       |
| 2007 | Damiano Cunego      | Fabian Wegmann       | Alessandro Bertolini |
| 2008 | Alessandro Petacchi | Mykhajlo Khalilov    | Giuseppe Palumbo     |
| 2009 | Francisco Ventoso   | Giovanni Visconti    | Enrico Rossi         |
| 2010 | Dario Cataldo       | Jakob Fuglsang       | Daniele Pietropolli  |
| 2011 | Filippo Pozzato     | Manuel Belletti      | Giovanni Visconti    |
| 2012 | Nicki Sørensen      | Fabio Felline        | Matteo Rabottini     |
| 2013 | Leonardo Duque      | Manuele Mori         | Elia Favilli         |
| 2014 | Valerio Conti       | Kristjan Koren       | Ilnur Sakarin        |
| 2015 | Sonny Colbrelli     | Manuel Belletti      | Roberto Ferrari      |
| 2016 | Nicola Ruffoni      | Filippo Pozzato      | Jens Keukeleire      |
| 2017 | Luis León Sánchez   | Sonny Colbrelli      | Elia Viviani         |
| 2018 | Bauke Mollema       | Carlos Barbero       | Manuel Belletti      |
| 2019 | Sonny Colbrelli     | Alejandro Valverde   | Jack Haig            |